# アジアバスケットボールリーグ2009
アジアバスケットボールリーグ2009（Asian Basketball Association 2009）は、2009年9月20日から30日まで中国で開催されたアジアバスケットボールリーグである。

## 概略
会場は日本の北海道札幌市・江別市などを予定していたが、昨今の景気悪化などもあり、中止。代替として蘭州市体育館で開催。
当初予定では前回大会より2チーム多い6チームが参加。総当り15試合を戦うことになっていた。中国は広東サザンタイガースから北京オリンピアンズに変更され、台湾・香港も辞退となり4チームによる総当りと決勝トーナメントに変更された。

## 出場チーム
- 北京オリンピアンズ（ 中国）
- ソウル三星サンダース（ 韓国）
- レラカムイ北海道（ 日本）
- マフラム・テヘラン（ イラン）

## 結果
9月14日
- リーグ戦
- リーグ戦 北京オリンピアンズ 94 - 79 レラカムイ北海道

9月21日
- リーグ戦 レラカムイ北海道 81 - 93 マフラム・テヘラン
- リーグ戦

9月22日
- リーグ戦 レラカムイ北海道 84 - 89 ソウル三星サンダース
- リーグ戦

9月23日
- 3位決定戦 ソウル三星サンダース 84 - 78 レラカムイ北海道
- 決勝戦

## 最終順位
| 順位 | チーム               |
| ---- | -------------------- |
| 1    | マフラム・テヘラン   |
| 2    | 北京オリンピアンズ   |
| 3    | ソウル三星サンダース |
| 4    | レラカムイ北海道     |